# Epigeneium amplum
Epigeneium amplum es una especie de orquídea epifita, ocasionalmente litofita, originaria de Asia.

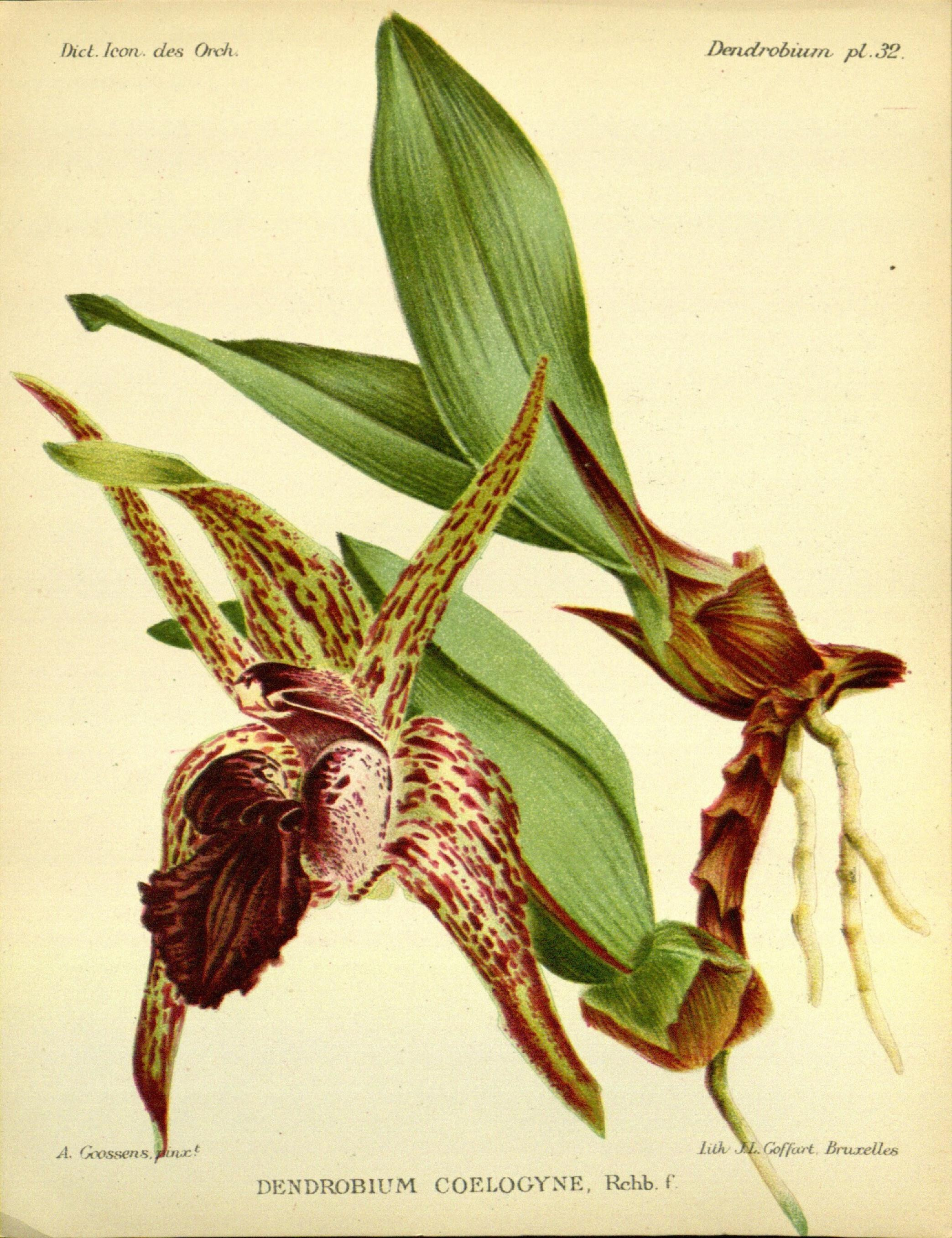
Dendrobium amplum
plate 32 in:
A.Cogniaux & A.Goossens:
Dictionnaire Iconographique des Orchidees,
(1896-1907)

## Descripción
Es una orquídea de tamaño pequeño, con hábitos de epifita o litofita con muy robustos, oblicuamente elipsoidales, con pseudobulbos sulcados 2 hojas anchamente elíptico-oblongas, obtusas, con muescas en el ápice, sésiles o poco pecioladas que florece en una apical, racemosa corto, 1 a inflorescencia de flores pocos sostenidas por una bráctea basal, con fuerza fragantes y pesadas flores con textura, dados sus duraderos que ocurren en el otoño y el invierno.

## Distribución y hábitat
Se encuentra sobre rocas calizas cubiertas de musgo en China, India (Assam), Himalaya, Nepal, Bután, Sikkim, Birmania, Vietnam y Tailandia en bosques semicaducos y bosques de hoja perenne en elevaciones de 500 a 2100 metros.

## Taxonomía
Epigeneium amplum fue descrita por (Lindl.) Summerh. y publicado en Kew Bulletin 12(2): 260. 1957.
Etimología
Epigeneium: nombre genérico deriva de dos palabras latinizadas del griego : επί (epi), que significa "en", "sobre" y γένειον (géneion), que significa "barbilla", en referencia a la forma en barbilla del labio de la flor de esta especie.
amplum: epíteto latino que significa "grande, amplio".
Sinonimia
- Dendrobium amplum Lindl. basónimo
- Sarcopodium amplum(Lindl.) Lindl. & Paxton
- Bulbophyllum amplum (Lindl.) Rchb.f.
- Dendrobium coelogyne Rchb.f.
- Callista ampla (Lindl.) Kuntze
- Callista coelogyne (Rchb.f.) Kuntze
- Sarcopodium coelogyne (Rchb.f.) Rolfe
- Sarcopodium annamense Guillaumin
- Katherinea ampla (Lindl.) A.D. Hawkes
- Katherinea coelogyne (Rchb.f.) A.D. Hawkes
- Epigeneium coelogyne (Rchb.f.) Summerh.
- Epigeneium annamense (Guillaumin) Seidenf.[5]